# Cantone di Pellegrue
Il Cantone di Pellegrue era una divisione amministrativa dell'arrondissement di Langon.
A seguito della riforma approvata con decreto del 20 febbraio 2014, che ha avuto attuazione dopo le elezioni dipartimentali del 2015, è stato soppresso.

## Composizione
Comprendeva i comuni di:
- Auriolles
- Caumont
- Cazaugitat
- Landerrouat
- Listrac-de-Durèze
- Massugas
- Pellegrue
- Saint-Antoine-du-Queyret
- Saint-Ferme
- Soussac